# Uttarā (film)
Uttarā (in bengali উত্তরা, pron. AFI: [ˈut̪ːɔɾa]) è un film del 2000 diretto da Buddhadeb Dasgupta.

## Riconoscimenti
- 2000 - Mostra del Cinema di Venezia
  - Leone d'argento - Premio speciale per la regia a Buddhadeb Dasgupta